# Lundby (Vordingborg Kommune)
 For alternative betydninger, se Lundby. (Se også artikler, som begynder med Lundby)
Lundby er en lille by på Sydsjælland med 816 indbyggere  (2024), beliggende mellem Næstved og Vordingborg. Der er station i byen. I dag bor de fleste indbyggere i stationsbyen, resten i Gammel Lundby og Lundby Torp. Lundby ligger i Lundby Sogn, Vordingborg Kommune og tilhører Region Sjælland.

## Historie
Lundby nævnes første gang i 1200-tallet. Kirken i nabobyen Gl. Lundby formodes at være stedets ældste bygning, idet den stammer fra 1100-tallet.
Indtil udflytningen i 1790 lå alle huse og gårde i Gl. Lundby, bortset fra Møllen, placeret på bakken vest for byen. Samme år var hverdagen blevet meget anderledes for syv lokale familier, der flyttede mod vest til gårdene på den anden side af bakken – og til den anden side af møllen.
Omkring 1870 blev byen beskrevet således: "Lundby med Kirken, Skole og Veirmølle, og Lundbytorp; Lundby Jernbanestation 14½ M. fra Kjøbenhavn og 1½ M. fra Masnedsund, danner Udgangspunkt for Postforbindelsen med Præstø, hvortil der 2 Gange Daglig gaaer Omnibus) med Postexpedition og Telegraphstation".
Fra 1661 til sin død (tidligst 1679- senest 1691) boede den berømte gøngehøvding Svend Poulsen i Lundby. Grundet sin aktive indsats mod de svenske soldater, fik han Lundbygård foræret af Frederik 3., ikke den nuværende herregård, men en mindre og brøstfalden gård beliggende i landsbyen. Svend Poulsen blev født 1610 i Verum i det nørdøstlige Skåne, i nuværende Osby kommun, i Göingetrakten. Borgerforeningen Lundby tog i januar 2007 initiativ til at få dannet en komité til fejring af hans 400 års fødselsdag i 2010. Komitéen blev 12. juni 2008 omdannet til Foreningen Svend Gønge. I 2007 etablerede Lundby venskabsbyforbindelse til Lönsboda i Osby Kommun i det nordøstlige Skåne.

## Fra 1800-tallet og frem
De næste store ændringer kom med jernbanen i 1870. Herefter voksede stationsbyen hastigt midt imellem de syv gårde, der havde ligget isoleret i 80 år.
I sin storhedstid i første halvdel af 1900-tallet havde Lundby eget bryggeri, mejeri, elektricitetsværk og et utal af handlende og håndværkere. Stort set alle huse i den ældre del af stationsbyen blev før i tiden brugt til handel eller håndværk.
Fra midten af 1960'erne og 20 år frem blev arealet syd for hovedgaden bebygget. Alle veje fik navn efter Svend Poulsen og hans militære stab af mænd og kvinder. Gøngevej, Svend Poulsens vej, Ane Mariesvej, Ibsvej, Nansensvej, Snaphanevej, Abelsvej osv.
I dag er Lundby en by med et nogenlunde uforandret indbyggertal (for de seneste år). Jernbanen har timedrift nord- og sydpå, og byen ligger tæt ved Sydmotorvejen med 5 kilometer til Bårsetilkørslen (nordpå), og 5 kilometer til Udby-tilkørslen (sydpå). Byen har desuden lægehus, apotek, supermarked, bibliotek, pizzeria, damefrisør, tømrere, murere, autoværksted, blikkenslagere, elektrikere og en række småerhverv.

## Skoler, institutioner og idrætsklubber
Lundby har en to-sporet skole, Svend Gønge-skolen, med ca. 500 elever fra hele den nordlige del af Vordingborg Kommune. Den blev i 2008 renoveret for 30 millioner kroner.
Der findes en børnehave og en SFO tæt ved skolen, som alle er institutioner med et tæt samarbejde. En efterskole, Lundby Efterskole, holder til i en tidligere landbrugsskole, fusioneret med Høng Landbrugsskole i 2002.
I forbindelse med Svend Gønge-skolen findes Svend Gønge-Hallen, som er rammen om byens idrætsliv. Den lokale idrætsforening Idrætsforeningen Svend Gønge har fodbold, badminton, gymnastik og håndbold. ISG er en sammenslutning af Lundby Idrætsforening og Køng Gymnastikforening, og dækker hermed to sogne. Den samarbejder på håndboldsiden med Overvindinge Idrætsforening i Sværdborg Sogn.
I samme område findes tennisklubben Lundby Tennisklub, med tre baner og et lille klubhus.
Bag og omkring dette område ligger et skovrejsningsområde, støttet af EU via et såkaldt leaderprojekt. Skoven afspejler den danske skovs udvikling siden istiden. Der er fritlagt vandløb, bygget sheltere m.m.
Lundby Bibliotek er en afdeling af Vordingborg Bibliotek; biblioteket fungerer ved selvbetjening. Kommunen forsøgte at nedlægge det i 2001, men borgerne lavede en underskriftsindsamling mod nedlæggelsen. Der blev samlet 701 underskrifter på en uge, hvilket fik kommunen til at droppe planerne.[kilde mangler]
Samme sted har den kommunale dagpleje i Lundby Legestue til huse, og i kælderen og på kvisten holder Lundby Sognearkiv til, en privat forening, der fejrede 25 års jubilæum den 21. maj 2008. Siden 2001 har byen haft eget medborgerhus, indrettet i den gamle Lundby Kro, tæt på jernbanen. Huset blev købt af byens borgere på anparter. Lundby medborgerhus er brændt ned flere gange, men er blevet restureret igen.

## Kirke og foreninger
Lundby Kirke i Gl. Lundby har menighedsråd og menighedslokaler i den gamle rytterskole ved siden af kirken. Menighedsrådet afholder hvert år udflugter for de ældre i sognet og foredrag i vintersæsonen. Syv Sogne Samarbejdet blev etableret i januar 2005, og er et samarbejde mellem 7 sogne: Beldringe-, Bårse-, Køng-, Lundby-, Svinø-, Sværdborg- og Udby- sogne, som via samarbejdet søger at forstærke landområdets position i kommunen. Hvert sogn sender to repræsentanter til samarbejdets månedlige møder, og fungerer som en forening, der ledes af et sekretariat på tre af de 14 repræsentanter.
Lundby Håndværker-, Handels- og Borgerforening blev stiftet den 31. januar 1906. I marts 2005 skiftede den navn til Borgerforeningen Lundby, og blev ved samme lejlighed forenet med græsrodsbevægelsen Liv i Lundby, som siden marts 2002 har stået for en del borgeraktiviteter i byen.
Lundby Sognearkiv blev stiftet i 1980 og dækker Lundby Sogn. Sognearkivet har udgivet bøgerne Her er Lundby: En Bog om Vores Huse (2006) og Folk i Lundby (2010). Jubilæumsudgivelsen Folk i Lundby dækker temaerne "Lundby blev et selvstændigt sogn i 1908", Købmænd og høkere" samt "'Ved stationen'".
Udover Lundbyweb har byen sin egen avis, 4750-Avisen, der udkommer en gang om måneden til samtlige 3400 husstande i de syv ovennævnte sogne samt Hammer Sogn. Den omdeles gratis og finansieres hovedsageligt af annoncer fra det lokale private erhvervsliv samt offentlige/private foreningsliv.